# Il cannibale metropolitano
Il cannibale metropolitano (The Vagrant) è un film del 1992 diretto da Chris Walas.

## Trama
Graham Krakowski è uno yuppie di successo che acquista una nuova casa. Ma accanto alla villetta, in un terreno brullo, vive un barbone, un ex psicologo in disgrazia. Il barbone intenerisce Judy, l'agente immobiliare attratta da Graham, la quale invita l'uomo nella villetta e gli offre un panino. Il barbone comincia a visitare regolarmente la casa, tormentando Graham. Improvvisamente nel frigo dello yuppie cominciano a comparire arti appartenuti a conoscenti e vicini di Graham, assassinati e fatti a pezzi. Accusato dalla polizia, Krakowski comincia a dubitare della sua stessa sanità mentale.

## Produzione
Il budget del film era di 9,5 milioni di dollari.